# VHS
VHS је скраћеница за engl. Video Home System (“систем кућних видеа”). Први  плејер је развила јапанска компанија JVC (оригинални назив: jap. 日本ビクター株式会社 што се чита нихон бикушики-гаиша, што у буквалном преводу значи јапанска видео компанија; латинична скраћеница је настала од енглеског превода имена). Први  плејер је приказан јавности 1976. године.

## Историја
Историју VHS плејера можемо поделити на 5 делова:

### Почетак ереплејера
плејер је први пут приказан на Потрошачком сајму електронике (engl. Consumer Electronics Show) у Чикагу 4. јуна 1977. године, а 1. октобра исте године је почела и продаја широј јавности. Крајем 1970-их и почетком 1980-их, индустрија је била у својеврсном “рату” између -а и Бетамакса (оригинално: Betamax; скраћено: Бета).

### “Рат”:и Бетамакс
У технолошком рату за превласт између -а и Бетамакса, VHS односи победу због својих предности попут: дужег времена приказивања видеа, бржег премотавања унапред и назад и мање компликованог и јефтинијег плејера тј. читача. VHS технологија је припадала -у, али је та компанија продавала лиценце за свој производ другим компанијама по знатно нижим ценама у однсу на оне које је тражио Сони за свој производ. Та чињеница је такође ишла у прилог победи VHS-a.

### Друга половина 1980-их и 1990-е
Победа у “рату” с Бетамаксом је имала за последицу да се VHS плејер унапређује у свим пољима што је довело да управо тај производ доминира током друге половине 1980-их и током 1990-их. VHS у том периоду није имао озбиљног конкурента. У том периоду су VHS касете и плејери били унапређивани како би што више одговарали потребама корисника. 

### Крај масовне употребе
У блиској прошлости, оптички дискови су почели да нуде бољи квалитет у односу на VHS касете. Дигитални свестрани дискови – DVD-ови су на крају масовно прихваћени и тиме су готово у потпуности заменили VHS. Производња VHS-а је почела да драстично опада од 2000. године, а од 2006. године нити један званични филмски студио у САД није објавио новоснимљени филм у VHS формату.

### Применатехнологије данас
Тридесет и првог децембра 2008. године завршено је последње велико пребацивање материјала с VHS касета у САД. Од 2010. готово све новонаправљене VHS касете су празне траке за снимање дужине трајања 6–8 часова. С проређењем VHS касета, драстично су се проредили и VHS плејери.

## Техничке информације
Када се прича о техничким информацијама везаним за VHS касете и плејере, важно је поменути:

### Капацитет касета
касета садржи највише 430m траке најмање могуће дебљине, тиме дајући максимум од 3,5 за NTSC, тј.  5 часова за PAL стандардног квалитета. Друге брзине попут  и  који удвостручују и утростручују дужину снимања за област -а. Те другачије брзине при снимању проузроковале су драстичан губитак квалитета плејбека тј. звука у позадини. Због тога, већина трака је прављена у  моду с капацитетом који је горе наведен.

### Начин снимања видеа
VHS касете имају просечно 3  ширине фреквентног појаса (ШФП) за видее и 400  ШФП-а за chroma (боју), чиме се постиже снимање директно с основног појаса. У поређењу с данашњом дигиталним терминологијама, VHS је, грубо израчунато, једнак с 333x480 пиксела luma и 40x480 chroma резолуција (333x480 пиксела = 159,840 пиксела или 0.16MP).

### Дизајн касета
VHS касета је 187mm широка, 103mm висока, 25mm дебела, пластиком обложена кутија с 5 “Филипс хед” вијка. VHS касета такође садржи антидиспулинг (“гужвање траке”) механизам: неколико пластичних делова између 2 вијка. Кочнице калема се отпуштају угуравањем у 6.35 mm велику рупу улазом с дна касете, удаљеном око 19.05 mm од ивица.

## Верзијекасета
Приликом приче о VHS касета, потребно је навести следеће њихове верзије:

### Super
Ту је и VHS-Compact (скраћено: VHS-C), првенствено развијен за VCR портаблу 1982. године, али је уследио огроман успех због мале величине камкодера. Најдужа трака садржи 40 мин. у  тј. 120 мин. у  моду. Како је трака с VHS-C била слична оној с обичне VHS касете, и обичан VHS плејер је могао да „чита“ VHS-C уз одговарајући адаптер. Побољшана верзија VHS-C-а је Super VHS-Compact, тј. S-VHS-C.

### 
дозвољава снимање MUSE Hi-Vision аналогног TV-a високе резолуције, који се правио у Јапану од 1978. до 2007. године. Друга унапређена верзија, названа Digital-VHS (скраћено: D-VHS), снима дигитални видео високе резолуције (HD) на VHS форму траке. D-VHS може да сними до 4 часа ATSC дигиталног TV-а (720 p или 1080 i) или до 40 часова TV програма стандардног квалитета при мањој брзини.
JVC је дизајнирао и дигитални професионални производ под називом Digital-S, или званично – D9, који користи стандардну форму VHS траке и, у суштини, исти начин машинског управљања као S-VHS рекодер. Ово је најјефтинија верзија која омогућава pre-read измене. Овај формат је најзначајније користио Фокс за неке од својих кабловских мрежа.